# Stato costituzionale di diritto
Secondo parte della dottrina in vari ordinamenti lo Stato di diritto è stato superato dallo Stato costituzionale di diritto, o semplicemente Stato costituzionale, formula di derivazione tedesca.

## Nell'ordinamento giuridico
Alla legge viene sovraordinata la Costituzione, che è quindi rigida, e la Corte costituzionale viene posta a tutela del suo rispetto.
Il principio di legalità non vincola più solo l'amministrazione e la giurisprudenza, ma anche il legislatore ordinario, che deve rispettare la Costituzione.
Oltre alla riserva di legge ordinaria, che sancisce che una data materia deve essere regolata dalla legge, vengono introdotte le riserve di legge rafforzata, che limitano anche la discrezionalità del legislatore ordinario, e la riserva di legge costituzionale.
Lo Stato costituzionale di diritto implica un superamento della teoria cognitiva del diritto.

### Nell'ordinamento giuridico italiano
La "grande regola" dello "Stato di diritto" fu affermata dalla Corte costituzionale italiana nella sentenza n. 379 del 1996 (relatore Carlo Mezzanotte), nella quale si è ricordato che il confine, tra i poteri legittimamente esercitati dagli organi costituzionali nella loro sfera di competenza e quelli che competono ad altri, è presidiato dalla Corte stessa in sede di giudizio nel conflitto di attribuzioni, così assicurando il rispetto dei limiti delle prerogative e del principio di legalità, che è alla base dello Stato di diritto.
Ma nella successiva sentenza n. 120 del 2014, relativa all'insindacabilità dei regolamenti parlamentari in materia di autodichia, la Corte stessa ha riferito un argomento di diritto comparato, immediatamente successivo all'evocazione de "la grande regola dello Stato di diritto", suggerendo quasi l'idea che si sia dedotta dall'osservazione degli altri ordinamenti costituzionali una concretizzazione di tale "grande regola", o meglio del suo inveramento a seguito di una evoluzione che, in Italia, ancora non si è compiuta del tutto.

## Nella sociologia politica
La natura formale delle istituzioni rappresentative le ha rese particolarmente adattabili alle diverse espressioni politiche della società moderna: i concetti teorici sottesi al pensiero di Kelsen, ad esempio, nello stesso momento in cui esaltavano lo Stato come strumento formale dell'esercizio del potere, ne evidenziavano la valenza di propiziatore del compromesso pacifico nella società pluriclasse.
Il nesso tra populismo e "democrazia costituzionale, cioè limitata dal diritto", è dialettico per Mario Dogliani: "Il confine tra populismo e perdurante (almeno sembra) necessità di legittimare democraticamente le istituzioni" è a suo modo di vedere problematico "in un contesto in cui i soggetti collettivi sono rachitici, e dunque incapaci di provvedere essi stessi – con la loro azione e i loro compromessi – a quella legittimazione". Analogamente, per il medesimo autore, è problematico "il confine tra poteri costituzionali non elettivi (ingredienti indispensabili del costituzionalismo) e poteri tecnocratici".
Quando la Costituzione propugna equilibri sociali più avanzati, la dottrina dello Stato invita a cogliere lo spunto offerto dal costituzionalismo nello "Stato pluriclasse" per non solo «"tornare alla costituzione", ma soprattutto, con maggiore radicalità, provare a realizzare la "rivoluzione promessa" dalla costituzione».